# Saint-Laurent-du-Tencement
Saint-Laurent-du-Tencement és un municipi francès situat al departament de l'Eure i a la regió de Normandia. L'any 2007 tenia 50 habitants.

## Demografia

### Població
El 2007 la població de fet de Saint-Laurent-du-Tencement era de 50 persones. Hi havia 20 famílies de les quals 4 eren unipersonals (4 dones vivint soles i 4 dones vivint soles), 8 parelles sense fills i 8 parelles amb fills.
La població ha evolucionat segons el següent gràfic:
Habitants censats

### Habitatges
El 2007 hi havia 48 habitatges, 21 eren l'habitatge principal de la família, 21 eren segones residències i 5 estaven desocupats. Tots els 48 habitatges eren cases. Dels 21 habitatges principals, 19 estaven ocupats pels seus propietaris i 2 estaven llogats i ocupats pels llogaters; 3 tenien tres cambres, 6 en tenien quatre i 12 en tenien cinc o més. 12 habitatges disposaven pel capbaix d'una plaça de pàrquing. A 10 habitatges hi havia un automòbil i a 11 n'hi havia dos o més.

### Piràmide de població
La piràmide de població per edats i sexe el 2009 era:
| Homes | Edats   | Dones |
| ----- | ------- | ----- |
| 0     | 95 o +  | 0     |
| 0     | 90 a 94 | 0     |
| 0     | 85 a 89 | 0     |
| 0     | 80 a 84 | 0     |
| 0     | 75 a 79 | 0     |
| 0     | 70 a 74 | 0     |
| 8     | 65 a 69 | 4     |
| 0     | 60 a 64 | 8     |
| 0     | 55 a 59 | 0     |
| 0     | 50 a 54 | 0     |
| 0     | 45 a 49 | 0     |
| 0     | 40 a 44 | 0     |
| 4     | 35 a 39 | 4     |
| 0     | 30 a 34 | 0     |
| 0     | 25 a 29 | 0     |
| 0     | 20 a 24 | 0     |
| 0     | 15 a 19 | 0     |
| 0     | 10 a 14 | 8     |
| 0     | 5 a 9   | 0     |
| 0     | 0 a 4   | 0     |

## Economia
El 2007 la població en edat de treballar era de 34 persones, 23 eren actives i 11 eren inactives. De les 23 persones actives 20 estaven ocupades (10 homes i 10 dones) i 3 estaven aturades (3 dones i 3 dones). De les 11 persones inactives 5 estaven jubilades, 4 estaven estudiant i 2 estaven classificades com a «altres inactius».
Activitats econòmiques
L'únic establiment que hi havia el 2007 era d'una empresa de serveis.

## Poblacions més properes
El següent diagrama mostra les poblacions més properes.